# Dansk Sojakagefabrik
Dansk Sojakagefabrik i folkemunde kaldt Sojakagen, var en fabrik, der forædlede sojabønner til foder og madolie. Bønnerne blev hentet til landet af ØK's skibe, og fabrikken var etableret af rederiet. Den blev grundlagt i 1909 på Islands Brygge i København og udviklede sig til en betydelig arbejdsplads, der i 1950'erne beskæftigede ca. 1.200 medarbejdere, hvoraf mange boede i samme område. 
Firmaet udvidede med fabrikker i andre byer som Aalborg, Helsingborg, Hangö i Finland og udvidede sortimentet. Indtil lukningen var der en del protester fra beboerne i området. 
15. juli 1980 kort efter midnat, skete der en eksplosion i ekstraktionsanlægget, der kunne høres og mærkes over det meste af København. Ved ulykken blev 23 mennesker såret, og der skete skader for omkring 200 millioner kr. (680 mio. kr. i 2024-værdi) 16. december samme år skaber en storbrand frygt for gentagelse af sommerens ulykke.  Anlægget blev ikke genetableret, og skønt resten af firmaet fortsatte produktion, kunne økonomien ikke i længden hænge sammen, så fabrikken lukkede 17. januar 1991. 
Efter lukningen forsøgte ØK at sælge anlægget til Pakistan, men da anlægget producerede klor o.a. ved hjælp af en kviksølvkatalysator, blev handlen, måske efter pres fra Greenpeace, ikke gennemført.
På fabriksområdet og i havnen er der sket en grundig rensning,[kilde mangler] og området er fra 1999 udstykket til byggegrunde og omdøbt til Havnestad. En del af de gamle bygninger er blevet restaureret, ombygget og genbrugt. Det gælder bl.a. Gemini Residence (der er bygget uden på to gamle siloer), Pressesiloen og Zeppelinerhallen.
Af kendte som har arbejdet hos Dansk Sojakagefabrik er blandt andet det nuværende folketingsmedlem Finn Sørensen.

## Direktion
Denne liste er ufuldstændig; hjælp gerne med at udfylde den.
- 1909-1924[4]: Johannes Madsen-Mygdal, adm. direktør
- 1920-1951: Rasmus Holst Andersen, teknisk direktør
- 1947-1957: Aage V. Jørgensen, adm. direktør
- 1951-1958: Kaj Vilhelm Tidemand (underdirektør fra 1949)
- 1951-1961: Aksel Jensen (underdirektør fra 1949)
- 1951-1961: Aage Dalgaard, teknisk direktør (underdirektør fra 1949)
- 1957-1967: Knud Møller